# UCI-Cyclocross-Weltcup 2025/26
Der UCI-Cyclocross-Weltcup 2025/26 ist Teil der UCI-Cyclocross-Saison 2025/26. Von November 2025 bis Januar 2026 werden durch die Union Cycliste Internationale bei voraussichtlich 12 Rennen in sechs Ländern die Weltcup-Sieger im Cyclocross ermittelt.

## Termine
Der Terminkalender wurde am Rande der Cyclocross-Weltmeisterschaften 2025 bekanntgegeben, wobei noch ein Termin offen blieb. Dieser soll am 21. Dezember dem Duinencross Koksijde gewidmet sein.
| Nr. | Datum             | Ort                                    |
| --- | ----------------- | -------------------------------------- |
| 1   | 23. November 2025 | Tábor (Cyklokros Tábor)                |
| 2   | 30. November 2025 | Flamanville                            |
| 3   | 7. Dezember 2025  | Cabras                                 |
| 4   | 14. Dezember 2025 | Namur (Citadelcross)                   |
| 5   | 20. Dezember 2025 | Antwerpen (Scheldecross)               |
| 6   | 21. Dezember 2025 | Koksijde (Duinencross Koksijde)        |
| 7   | 26. Dezember 2025 | Gavere (Cyclocross Gavere)             |
| 8   | 28. Dezember 2025 | Dendermonde (Ambiancecross)            |
| 9   | 4. Januar 2026    | Zonhoven (Cyclocross Zonhoven)         |
| 10  | 18. Januar 2026   | Benidorm (Cyclocross Benidorm)         |
| 11  | 24. Januar 2026   | Maasmechelen (Cyclocross Maasmechelen) |
| 12  | 25. Januar 2026   | Hoogerheide (GP Adrie van der Poel)    |

Rennen für die Elite gibt es in allen Runden, für die U23 und Junioren nur in Tábor, Flamanville, Koksijde, Dendermonde, Benidorm und Hoogerheide.